# Pete Shelley
Pete Shelley, född 17 april 1955 i Leigh, Greater Manchester, död 6 december 2018 i Tallinn, Estland, var en brittisk sångare, gitarrist och låtskrivare. Han var medgrundare av punkgruppen Buzzcocks 1976, och spelade med bandet först till 1981, sedan igen från 1989 fram till 2018. Shelley skrev gruppens kändaste singel "Ever Fallen in Love (With Someone You Shouldn't've)" från 1978. 1981 gav han ut soloalbumet Homosapien där titelspåret blev en mindre singelhit. Musiken han släppte som soloartist drog mer åt elektronisk musik än punk. Sedan 2012 var han bosatt i Tallinn.